# 金钱陷阱
《金钱陷阱》（英語：The Money Pit）是1986年上映的美国喜劇電影，由理查德·本杰明执导，汤姆·汉克斯和雪莱·朗主演。影片讲述的是一对夫妇试图翻修最近购买的房子。该片在纽约和拉汀镇拍摄，由斯蒂芬·斯皮尔伯格联合执行制片。这部电影是对加里·格兰特1948年的喜剧《燕雀香巢》的翻拍。
2013年，美国全国广播公司(NBC)宣布将根据这部电影拍摄一部电视剧，但该项目后来被搁置。

## 演員
- 汤姆·汉克斯 饰演 Walter Fielding, Jr.
- Shelley Long 饰演 Anna Crowley
- Alexander Godunov 饰演 Max Beissart
- 瑪倫·斯塔普萊頓 饰演 Estelle
- Joe Mantegna 饰演 Art Shirk
- Philip Bosco 饰演 Curly
- 弗兰基·费森 饰演 James
- Josh Mostel 饰演 Jack Schnittman
- Yakov Smirnoff 饰演 Shatov
- 卡爾麥·卡里迪 饰演 Brad Shirk
- Brian Backer 饰演 Ethan
- Mia Dillon 饰演 Marika
- John van Dreelen 饰演 Carlos
- Douglass Watson 饰演 Walter Fielding, Sr.
- Tetchie Agbayani 饰演 Florinda Fielding
- 迈克尔·杰特 饰演 Arnie

## 制作
外景拍摄使用的是位于長島拉廷镇一栋殖民地风格的破房子，建于1898年。影片上映后，它在2002年被以210万美元的价格购得。2019年11月，《西雅图邮讯报》报道，长岛的这栋房子“终于”以350万美元左右的价格售出，在装修成本方面损失惨重。

## 评价
人们对这部电影的评价褒贬不一。爛番茄报告称，根据21条评论，48%的影评人对该片给予了正面评价，平均评分为4.78/10。